# Agustín Molina Martínez
Agustín Fortunato Molina Martínez (Capaya, 27 de marzo de 1953) es un ingeniero agrónomo y político peruano. Fue congresista de la república por Cusco durante el período 2011-2016.

## Biografía
Nació en el distrito de Capaya, ubicado en la provincia de Aymaraes del departamento de Apurímac, el 27 de marzo de 1953.
Reside en el Cusco desde su juventud. En el año 1986 se graduó como ingeniero agrónomo en la Universidad Nacional de San Antonio Abad del Cusco. Ha trabajado para Bayer Perú SA como representante de desarrollo, y para agroveterinaria La Granja Kayra SRL como representante de ventas.

## Trayectoria política
Fue militante del Partido Nacionalista Peruano desde el año 2006 hasta el año 2021, ejerciendo como secretario general departamental del partido entre 2005 y 2006 y secretario general provincial desde 2010. 
En las elecciones regionales del año 2006 postuló al cargo de consejero regional sin éxito.

### Congresista por Cusco
En las elecciones parlamentarias del año 2011, Agustín Molina postuló al Congreso de la República por el departamento del Cusco por la alianza Gana Perú. Molina obtuvo 17,108 votos y fue juramentado como congresista de la república para el periodo parlamentario 2011-2016.